# Korvettenkapitän

Insigne d'épaulette du Korvettenkapitän.

Modèle:Voir paronymie
Korvettenkapitän est un grade d'officier utilisé dans les marines allemandes.

## Bundeswehr
Korvettenkapitän est grade d'officier dans la Deutsche Marine, la composante maritime de la Bundeswehr. Selon les Codes OTAN des grades du personnel militaire, ce grade correspond à celui de Lieutenant Commander de l'US Navy.